# إلياس سالم
إلياس سالم (7 يوليو 1973 -) هو مخرج وممثل وكاتب سيناريو جزائري.

## حياته ونشأته
ولد سنة 1973 في الجزائر العاصمة من أب جزائري وام فرنسية.
تلقى تعليمه في فرنسا حيث درس الأدب الحديث في جامعة السربون، ثم تدرج في المدرسة الوطنية للمسرح في شايلوه، ثم دخل المدرسة العليا للفن الدرامي.

## أعماله[3]

### تمثيل
مثل في أكثر من 17 فيلم منهم فيلم صعب وفيلم مسخرة الذي اخرجه.

### إخراج
وقام بإخراج أربعة افلام اشهرها فيلم مسخرة 2008 الذي تحصل على جائزة مهرجان دبي كاحسن فيلم وجائزة روتردام في هولندا أيضا وجائزة احسن فيلم عربي بأمريكا.
كما له فيلم جون فارس 2001 يحكي قصة رجل مزدوج الجنسية مثله وفيلم ابنة خالتي 2004 وفيلمه الأول كمخرج فيلم لاسا 1999.

## جوائز
- جائزة أفضل مخرج في الوطن العربي.[3][3]

## وصلات خارجية
- إلياس سالم على موقع IMDb (الإنجليزية)
- إلياس سالم على موقع ألو سيني (الفرنسية)
- إلياس سالم على موقع ميوزك برينز (الإنجليزية)
- إلياس سالم على موقع أول موفي (الإنجليزية)
- إلياس سالم على موقع قاعدة بيانات الفيلم (الإنجليزية)
- إلياس سالم على موقع كينوبويسك (الروسية)